# Darkeworld Project One
 (octobre 2017).
Si vous disposez d'ouvrages ou d'articles de référence ou si vous connaissez des sites web de qualité traitant du thème abordé ici, merci de compléter l'article en donnant les références utiles à sa vérifiabilité et en les liant à la section « Notes et références ».
Albums de Blue Stahli (en)
Antisleep Vol. 01
(2008)
Darkeworld Project One est le premier projet de rock électronique du multi-instrumentiste américain Blue Stahli (en) (Bret Autrey), produit alors sous le nom de « VOXiS » et paru en 2006.

## Présentation
Autrey commence au lycée, en utilisant ses compétences musicales autodidactes sous le nom de « VOXiS: MACHINA » et, plus tard, « VOXiS ».
En en 2006, il  sort son premier album, Darkeworld Project One, qui présente diverses collection de chansons, démos et expériences créées au cours des années 1998 à 2006, et réédité par FiXT Music en 2007, avant sa signature avec le label.

## Liste des titres
| 1.    | Version One Point Nothing                         | 4:32 |
| 2.    | Misconstrue                                       | 3:06 |
| 3.    | Skratchu                                          | 0:15 |
| 4.    | The Strip                                         | 2:58 |
| 5.    | Glamour is a Calculated Risk                      | 4:42 |
| 6.    | Nihilistic Neon Afterglow                         | 3:26 |
| 7.    | Between The Code                                  | 0:52 |
| 8.    | Coiled                                            | 3:25 |
| 9.    | The Last                                          | 4:01 |
| 10.   | Razor's Edge                                      | 4:53 |
| 11.   | Pour Elle                                         | 4:39 |
| 12.   | Shattered                                         | 3:51 |
| 13.   | Not Without Incident                              | 1:48 |
| 14.   | Neuro                                             | 2:37 |
| 15.   | Chamber                                           | 1:25 |
| 16.   | ...Your Secret Lie                                | 0:38 |
| 17.   | Noir                                              | 4:50 |
| 18.   | E.T.H.                                            | 0:44 |
| 19.   | Corruption In Strobe                              | 5:38 |
| 20.   | Myndhax                                           | 5:11 |
| 21.   | 13                                                | 3:44 |
|       | 'Titres caché'                                    |      |
| 69.   | Glamour is a Calculated Risk (acoustic rehearsal) | 2:51 |
| 95.   | Coiled Inside You                                 | 1:16 |
| 67:25 |                                                   |      |

Note
Les pistes nos 22 à 68 et nos 70 à 93 sont des blancs de 4 secondes soit, respectivement, 188 secondes (3 min 8 s) et 96 secondes (1 min 36 s) et la piste no 94 est un blanc de 6 secondes.